# 基礎物理学ブレイクスルー賞
基礎物理学ブレークスルー賞（きそぶつりがくブレークスルーしょう、Breakthrough Prize in Fundamental Physics）は、優れた基礎研究の業績を上げた物理学者に授与される学術賞であり、ブレイクスルー賞の一部門である。2012年7月にロシアの物理学者でありインターネット起業家であるユーリ・ミルナーが設立した非営利団体「基礎物理学賞財団 (Fundamental Physics Prize Foundation, FFP) 」により毎年授与されている。設立当初は基礎物理学賞（Fundamental Physics Prize）という名称であった。
賞金は300万ドルと、ノーベル賞受賞者に与えられる金額の2倍以上であり、2018年9月現在でこの賞は世界で最も収益性の高い学術賞となっている。この賞を「21世紀のノーベル賞」と称するメディアも存在する。

## ノミネートと賞金
ノミネート候補者の指名はFPPのWebサイトから誰でも行うことができる。2018年9月時点では、各賞の賞金は300万ドルである。ノーベル賞の賞金は2012年に約120万ドルを少し超える程度となっており、ブレイクスルー賞はその2倍以上の金額設定となっている。
ノーベル物理学賞は工学的業績（発明）にも与えられているが、本賞が表彰対象とするのはあくまで「基礎物理学」上の業績である。
物理学フロンティア賞受賞者（基礎物理学賞の候補者）のうちで、基礎物理学賞を授与しなかった人は、30万ドル（2013年現在）を受け取ることができ、以降5年間基礎物理学賞に自動的に再指名される。

### 特別賞
特別賞(Special Breakthrough Prize)は、毎年の基礎物理学ブレイクスルー賞とは異なり、最近の発見に限定されず、驚異的な科学的成果に応じていつでも授与できる賞である。2018年現在、特別賞は6回（2013年に2回、2016年・2018年・2019年・2021年に1回）授与された。この賞の賞金も300万ドルである。

## 受賞者
| 年            | 受賞者 | 受賞対象 | 受賞時の所属 |
| ------------- | --- | --- | --- |
| 2012年        | ニマ・アルカニ＝ハメド | 素粒子物理学における未解決問題に対する独自のアプローチ | プリンストン高等研究所 |
| 2012年        | アラン・グース | インフレーション宇宙論の発明、および量子ゆらぎから生じる宇宙論的密度ゆらぎ生成の理論への貢献 | マサチューセッツ工科大学 |
| 2012年        | アレクセイ・キタエフ | エニオンと不対マヨラナモードを備えたトポロジカル量子位相を使用した、堅牢な量子メモリとフォールトトレラントな量子計算（トポロジカル量子計算）                                                                                   | カリフォルニア工科大学 |
| 2012年        | マキシム・コンツェビッチ | ホモロジカルミラー対称性の開発、 壁越え現象の研究などの多くの貢献 | Institut des Hautes Études Scientifiques |
| 2012年        | アンドレイ・リンデ | 新しいインフレーション、永久インフレーション、インフレーションマルチバースの理論などのインフレーション宇宙論の発展、および弦理論における真空安定化メカニズムの発展への貢献                                                     | スタンフォード大学 |
| 2012年        | フアン・マルダセナ | 時空の重力物理学と時空の境界での場の量子論に関連するゲージ/重力双対性への貢献 | プリンストン高等研究所 |
| 2012年        | ネーサン・サイバーグ | 場の量子論と弦理論の理解への貢献 | プリンストン高等研究所 |
| 2012年        | アショク・セン | 全ての弦理論が同じ基礎理論の異なる限界であるという認識への道を開いたこと | ハリッシュ＝チャンドラ研究所 |
| 2012年        | エドワード・ウィッテン | トポロジーの物理学への応用、非摂動的双対対称性、弦理論から導出された素粒子物理学のモデル、暗黒物質の検出、粒子散乱振幅へのツイスター弦アプローチ、および量子場理論の数学への多数の応用。                                       | プリンストン高等研究所 |
| 2013年 特別賞 | スティーヴン・ホーキング | ブラックホールからのホーキング放射の発見と初期宇宙の量子重力と量子の側面への深い貢献 | |
| 2013年 特別賞 | ピーター・イェンニ、ファビオラ・ジャノッティ（ATLAS）、マイケル・デラ・ネグラ、テイジンダー・ヴィルディー、グイド・トネッリ、ジョゼフ・インカンデラ（CMS）、リン・エバンス（LHC） | ATLASとCMSのコラボレーションにより、CERNの大型ハドロン衝突型加速器(LHC)でのヒッグス粒子の発見につながった科学的努力における彼らのリーダーシップの役割に対して                                                                  | |
| 2013年        | アレクサンドル・ポリャコフ | 共形ブートストラップ、磁気単極子、インスタントン、閉じ込め/非閉じ込め、非臨界次元での弦の量子化、ゲージ/弦の双対性など、場理論と弦理論での多くの発見。彼のアイデアは、過去数十年にわたってこれらの分野のシーンを支配してきた。 | プリンストン大学 |
| 2014年        | マイケル・グリーン、ジョン・シュワルツ | 量子重力と力の統一に関する新しい視点を開いたこと。 | カリフォルニア工科大学・ケンブリッジ大学 |
| 2015年        | ソール・パールマッターと超新星宇宙論計画のメンバー ブライアン・P・シュミット、アダム・リースとハイゼット超新星探索チームのメンバー                                                | 宇宙の膨張が、長い間想定されていたように減速しているのではなく、加速しているという最も予想外の発見に対して。 | カリフォルニア大学バークレー校、ローレンス・バークレー国立研究所; オーストラリア国立大学;ジョンズ・ホプキンズ大学、宇宙望遠鏡科学研究所 |
| 2016年        | 王貽芳; 陸錦標と大亜湾原子炉ニュートリノ実験チーム | 素粒子物理学の標準モデルを超えて、それをはるかに超えた新しいフロンティアを明らかにした、ニュートリノ振動の基本的な発見と探求に対して。                                                                                         | 中国科学院、カリフォルニア大学バークレー校 |
| 2016年        | 鈴木厚人とカムランドチーム | 素粒子物理学の標準モデルを超えて、それをはるかに超えた新しいフロンティアを明らかにした、ニュートリノ振動の基本的な発見と探求に対して。                                                                                         | 岩手県立大学 |
| 2016年        | 西川公一郎とK2K/T2Kチーム | 素粒子物理学の標準モデルを超えて、それをはるかに超えた新しいフロンティアを明らかにした、ニュートリノ振動の基本的な発見と探求に対して。                                                                                         | 高エネルギー加速器研究機構 |
| 2016年        | アーサー・B・マクドナルドとサドベリー・ニュートリノ天文台チーム | 素粒子物理学の標準モデルを超えて、それをはるかに超えた新しいフロンティアを明らかにした、ニュートリノ振動の基本的な発見と探求に対して。                                                                                         | クイーンズ大学 |
| 2016年        | 梶田隆章 鈴木洋一郎とスーパーカミオカンデチーム | 素粒子物理学の標準モデルを超えて、それをはるかに超えた新しいフロンティアを明らかにした、ニュートリノ振動の基本的な発見と探求に対して。                                                                                         | 東京大学カブリ数物連携宇宙研究機構 |
| 2016年 特別賞 | ロナルド・ドリーバー、キップ・ソーン、レイナー・ワイス | 天文学と物理学の新しい地平を開いた、重力波の観測に対して | |
| 2016年 特別賞 | 論文「ブラックホール連星の衝突による重力波の観測」（Physical Review Letters、2016年2月11日）の著者であり、LIGOの成功に重要な貢献をした研究者たち                                  | 天文学と物理学の新しい地平を開いた、重力波の観測に対して | |
| 2017年        | ジョセフ・ポルチンスキー | 場の量子論、ひも理論、量子重力理論の変革的進歩に対して | カリフォルニア大学サンタバーバラ校 |
| 2017年        | アンドリュー・ストロミンジャー、カムラン・ヴァッファ | 場の量子論、ひも理論、量子重力理論の変革的進歩に対して | ハーバード大学 |
| 2018年        | チャールズ・L・ベネット | 宇宙の進化と銀河の形成の種となったゆらぎに関する知識を大幅に向上させた、初期宇宙の詳細な地図に対して | ジョンズ・ホプキンズ大学 |
| 2018年        | ゲイリー・ヒンショウ | 宇宙の進化と銀河の形成の種となったゆらぎに関する知識を大幅に向上させた、初期宇宙の詳細な地図に対して | ブリティッシュコロンビア大学 |
| 2018年        | ノーマン・ジャロシク、ライマン・ページ、デイビット・スパーゲルとWMAPチーム | 宇宙の進化と銀河の形成の種となったゆらぎに関する知識を大幅に向上させた、初期宇宙の詳細な地図に対して | プリンストン大学 |
| 2018年 特別賞 | ジョスリン・ベル・バーネル | パルサーの発見への基本的な貢献、および科学界での生涯にわたるリーダーシップに対して | オックスフォード大学、ダンディー大学 |
| 2019年        | チャールズ・L・ケーン、ユージーン・J・メル | 表面のみで電気を伝導する新しい種類の材料の予測につながった、物理学のトポロジと対称性に関する新しいアイデアに対して | ペンシルベニア大学 |
| 2019年 特別賞 | セルジョ・フェラーラ | 量子変数が時空の幾何学の記述の一部である超重力の発明に対して | CERN、カリフォルニア大学ロサンゼルス校 |
| 2019年 特別賞 | ダニエル・Z・フリードマン | 量子変数が時空の幾何学の記述の一部である超重力の発明に対して | マサチューセッツ工科大学、スタンフォード大学 |
| 2019年 特別賞 | ピーター・ヴァン・ニーウェンホイゼン | 量子変数が時空の幾何学の記述の一部である超重力の発明に対して | ストーニーブルック大学 |
| 2020年        | イベントホライズンテレスコープ | 地球大の望遠鏡提携による超大質量ブラックホール画像の初撮像 | EHT評議会に代表者を出している機関 - 中央研究院天文及天文物理学研究所（台湾） - 東アジア天文台（日本、中国、台湾、韓国） - ゲーテ（フランクフルト）大学（ドイツ） - マサチューセッツ工科大学ヘイスタック観測所（米国） - ミリ波電波天文学研究所（フランス、スペイン） - アルフォンソ・セラノ大型ミリ波望遠鏡（メキシコ） - マックスプランク電波天文学研究所（ドイツ） - 自然科学研究機構国立天文台（日本） - ペリメーター研究所（カナダ） - ラドバウド大学（オランダ） - スミソニアン天体物理学観測所（米国） - アリゾナ大学（米国） - シカゴ大学（米国） |
| 2021年        | エリック・アデルバーガー、イェンス・グンドラッハ、フレイン・ヘッケル | ダークエネルギーの性質を探り、暗黒物質への結合の限界を確立した精密な基礎測定に対して | ワシントン大学 |
| 2021年 特別賞 | スティーヴン・ワインバーグ | 素粒子物理学、重力理論、宇宙論などの広い分野で絶大な影響を及ぼし、基礎物理学において継続的なリーダーシップと、より多くの人に科学コミュニケーションを届けた功績に対して                                                         | テキサス大学オースティン校 |
| 2022年        | 香取秀俊 | 自然の基本法則の精密試験を可能にする光格子時計の発明と発展への顕著な貢献 | 東京大学、理化学研究所 |
| 2022年        | 葉軍 | 自然の基本法則の精密試験を可能にする光格子時計の発明と発展への顕著な貢献 | NIST、コロラド大学ボルダー校 |
| 2023年        | チャールズ・H・ベネット | 量子情報分野の基礎研究に対して | トーマス・J・ワトソン研究所 |
| 2023年        | ジル・ブラッサール | 量子情報分野の基礎研究に対して | モントリオール大学 |
| 2023年        | デイヴィッド・ドイッチュ | 量子情報分野の基礎研究に対して | オックスフォード大学 |
| 2023年        | ピーター・ショア | 量子情報分野の基礎研究に対して | マサチューセッツ工科大学 |
| 2024年        | ジョン・カーディ | 統計物理学および場の量子論への多大な貢献と、それに伴う物理学および数学の様々な分野における多様かつ広範囲な応用に対して | オール・ソウルズ・カレッジ (オックスフォード大学) |
| 2024年        | アレクサンドル・ザモロドチコフ | 統計物理学および場の量子論への多大な貢献と、それに伴う物理学および数学の様々な分野における多様かつ広範囲な応用に対して | ニューヨーク州立大学ストーニーブルック校 |
| 2025年        | ALICE検出器チーム | | |
| 2025年        | ATLAS検出器チーム | | |
| 2025年        | CMS検出器チーム | | |
| 2025年        | LHCb検出器チーム | | |
| 2025年 特別賞 | ヘーラルト・トホーフト | | ユトレヒト大学 |

## 物理学ニューホライズン賞
物理学ニューホライズン賞(New Horizons in Physics Prize)は、有望な若手研究者に授与される物理学の賞で、賞金は10万ドルである。
| 年     | 受賞者                             | 受賞対象 | 受賞時の所属                                         |
| ------ | ---------------------------------- | --- | ---------------------------------------------------- |
| 2013年 | Niklas Beisert                     | 量子ゲージ理論とそれに関連する弦理論を記述するための強力で正確な方法の開発 | チューリッヒ工科大学                                 |
| 2013年 | Davide Gaiotto                     | 双対性、ゲージ理論、幾何学についての広範囲に及ぶ新しい洞察、および、特に、最も予期せぬ方法で異なる次元の理論をリンクする彼の研究に対して                                                     | ペリメータ理論物理研究所                             |
| 2013年 | Zohar Komargodski                  | 4次元場の理論の力学、特に長年の問題を解決した「a-定理」の証明（シュヴィマーと共同） | ワイツマン科学研究所                                 |
| 2014年 | Freddy Cachazo                     | ゲージ理論と重力の散乱振幅の基礎となる多数の構造を明らかにしたこと | ペリメータ理論物理研究所                             |
| 2014年 | シラーズ・ミンウォール             | 弦理論と場の量子論の研究への先駆的な貢献。特に、流体力学の方程式とアルベルト・アインシュタインの一般相対性理論の方程式との関係に関する彼の研究                                               | タタ基礎研究所                                       |
| 2014年 | Slava Rychkov                      | 3Dおよび4D CFTの演算子および構造定数のスペクトルを制約するための共形ブートストラッププログラムを復活させ、 共形場理論の新しい手法を開発したこと                                              | ピエール・マリー・キュリー大学                       |
| 2015年 | Sean Hartnoll                      | 強く相互作用する量子物質への注目すべき新しい洞察を得るためのホログラフィック手法の適用 | スタンフォード大学                                   |
| 2015年 | Philip C. Schuster、ナタリア・トロ | 大型ハドロン衝突型加速器(LHC)での新しい物理学検索のための「単純化モデル」フレームワークを開拓したこと、また、高強度電子ビームを使用した暗黒領域の新しい実験的検索の先頭に立ったこと。        | ペリメータ理論物理研究所                             |
| 2015年 | Horacio Casini                     | 場の量子論と量子重力におけるエントロピーについての基本的な考え方に対して | CONICET                                              |
| 2015年 | Marina Huerta                      | 場の量子論と量子重力におけるエントロピーについての基本的な考え方に対して | クーヨ国立大学                                       |
| 2015年 | 笠真生                             | 場の量子論と量子重力におけるエントロピーについての基本的な考え方に対して | イリノイ大学アーバナ・シャンペーン校                 |
| 2015年 | 高柳匡                             | 場の量子論と量子重力におけるエントロピーについての基本的な考え方に対して | 京都大学                                             |
| 2016年 | B. Andrei Bernevig                 | 特に物質の新しい状態を理解するためのトポロジーの使用を含む、凝縮物質物理学への顕著な貢献に対して。                                                                                           | プリンストン大学                                     |
| 2016年 | 祁暁亮                             | 特に物質の新しい状態を理解するためのトポロジーの使用を含む、凝縮物質物理学への顕著な貢献に対して。                                                                                           | スタンフォード大学                                   |
| 2016年 | Raphael Flauger                    | 理論的宇宙論への顕著な貢献に対して | テキサス大学オースティン校                           |
| 2016年 | Leonardo Senatore                  | 理論的宇宙論への顕著な貢献に対して | スタンフォード大学                                   |
| 2016年 | 伝亮                               | 特に物質の新しい状態を理解するためのトポロジーの使用を含む、凝縮物質物理学への顕著な貢献に対して。                                                                                           | マサチューセッツ工科大学                             |
| 2016年 | 立川裕二                           | 超対称量子場理論の目覚ましく鋭い研究に対して | 東京大学                                             |
| 2017年 | フランス・プリトリアス             | ブラックホール連星の軌道と衝突を再現できる初のコンピュータプログラムを作成し、それによって重力波の最近の観測結果を解釈するための重要な基礎を築き、数理相対論の新しい方向を開いたことに対して | プリンストン大学                                     |
| 2017年 | Simone Giombi                      | より高いスピン重力とその新しいsoluble field理論へのホログラフィック接続に関する想像力豊かな共同研究に対して                                                                                  | プリンストン大学                                     |
| 2017年 | 尹希                               | より高いスピン重力とその新しいsoluble field理論へのホログラフィック接続に関する想像力豊かな共同研究に対して                                                                                  | ハーバード大学                                       |
| 2017年 | Asimina Arvanitaki                 | 基礎物理学の新たな実験用プローブを幅広く開拓したことに対して | ペリメータ理論物理研究所                             |
| 2017年 | Peter W. Graham                    | 基礎物理学の新たな実験用プローブを幅広く開拓したことに対して | スタンフォード大学                                   |
| 2017年 | Surjeet Rajendran                  | 基礎物理学の新たな実験用プローブを幅広く開拓したことに対して | カリフォルニア大学バークレー校                       |
| 2018年 | クリス・ヒラタ                     | 初期の銀河形成の物理学を理解し、精密宇宙論の最も強力なツールを研ぎ出し・適用するための基本的な貢献に対して                                                                                   | オハイオ州立大学                                     |
| 2018年 | Douglas Stanford                   | 量子カオスとその重力との関係に関する深い新しい洞察に対して | プリンストン高等研究所、スタンフォード大学           |
| 2018年 | Andrea Young                       | ファンデルワールスヘテロ構造の共同発明、および彼が発見した新しい量子ホール相に対して | カリフォルニア大学サンタバーバラ校                   |
| 2019年 | ラナ・アディカリ                   | 現在および将来の重力波の地上検出器の研究に対して | カリフォルニア工科大学                               |
| 2019年 | Lisa Barsotti、Matthew Evans       | 現在および将来の重力波の地上検出器の研究に対して | マサチューセッツ工科大学                             |
| 2019年 | Daniel Harlow                      | 量子情報、場の量子論、重力に関する基本的な洞察に対して | マサチューセッツ工科大学                             |
| 2019年 | Daniel Louis Jafferis              | 量子情報、場の量子論、重力に関する基本的な洞察に対して | ハーバード大学                                       |
| 2019年 | Aron C. Wall                       | 量子情報、場の量子論、重力に関する基本的な洞察に対して | スタンフォード大学                                   |
| 2019年 | Brian Metzger                      | 中性子星衝突による電磁信号の先駆的な予想に対して、およびマルチメッセンジャー天文学の新興分野におけるリーダーシップに対して                                                                   | コロンビア大学                                       |
| 2020年 | Xie Chen                           | 物質のトポロジカルな状態とそれらの間の関係の理解への貢献に対して | カリフォルニア工科大学                               |
| 2020年 | Lukasz Fidkowski                   | 物質のトポロジカルな状態とそれらの間の関係の理解への貢献に対して | ワシントン大学                                       |
| 2020年 | Michael Levin                      | 物質のトポロジカルな状態とそれらの間の関係の理解への貢献に対して | シカゴ大学                                           |
| 2020年 | Max A. Metlitski                   | 物質のトポロジカルな状態とそれらの間の関係の理解への貢献に対して | マサチューセッツ工科大学                             |
| 2020年 | Jo Dunkley                         | 天文データから基礎物理法則を抽出する新たな手法の開発に対して | プリンストン大学                                     |
| 2020年 | Samaya Nissanke                    | 天文データから基礎物理法則を抽出する新たな手法の開発に対して | アムステルダム大学                                   |
| 2020年 | Kendrick Smith                     | 天文データから基礎物理法則を抽出する新たな手法の開発に対して | ペリメーター理論物理学研究所                         |
| 2020年 | Simon Caron-Huot                   | 場の量子論の理解についての深い貢献に対して | マギル大学                                           |
| 2020年 | Pedro Vieira                       | 場の量子論の理解についての深い貢献に対して | ペリメーター理論物理学研究所、国際理論物理学センター |
| 2021年 | Tracy Slatyer                      | 暗黒物質のモデル化からフェルミバブルの発見まで、素粒子天体物理学への多大な貢献に対して | マサチューセッツ工科大学                             |
| 2021年 | Rouven Essig                       | | ニューヨーク州立大学ストーニーブルック校             |
| 2021年 | Javier Tiffenberg                  | フェルミ国立加速器研究所 |                                                      |
| 2021年 | Tomer Volansky                     | テルアビブ大学 |                                                      |
| 2021年 | Tien-Tien Yu                       | オレゴン大学 |                                                      |
| 2021年 | Ahmed Almheiri                     | | プリンストン高等研究所                               |
| 2021年 | Netta Engelhardt                   | マサチューセッツ工科大学 |                                                      |
| 2021年 | Henry Maxfield                     | カリフォルニア大学サンタバーバラ校 |                                                      |
| 2021年 | Geoff Penington                    | カリフォルニア大学バークレー校 |                                                      |
| 2022年 | Suchitra Sebastian                 | | ケンブリッジ大学                                     |
| 2022年 | Alessandra Corsi                   | | テキサス工科大学                                     |
| 2022年 | Gregg Hallinan                     | カリフォルニア工科大学 |                                                      |
| 2022年 | Mansi Manoj Kasliwal               | カリフォルニア工科大学 |                                                      |
| 2022年 | Raffaella Margutti                 | カリフォルニア大学バークレー校 |                                                      |
| 2022年 | Dominic Else                       | | ハーバード大学                                       |
| 2022年 | Vedika Khemani                     | スタンフォード大学 |                                                      |
| 2022年 | 渡邉悠樹                           | 東京大学 |                                                      |
| 2022年 | Norman Y. Yao                      | カリフォルニア大学バークレー校 |                                                      |
| 2023年 | David Simmons-Duffin               | | カリフォルニア工科大学                               |
| 2023年 | Anna Grassellino                   | | フェルミ国立加速器研究所                             |
| 2023年 | Hannes Bernien                     | | シカゴ大学                                           |
| 2023年 | Manuel Endres                      | カリフォルニア工科大学 |                                                      |
| 2023年 | Adam M. Kaufman                    | JILA、アメリカ国立標準技術研究所、コロラド大学 |                                                      |
| 2023年 | Kang-Kuen Ni                       | ハーバード大学 |                                                      |
| 2023年 | Hannes Pichler                     | インスブルック大学、Austrian Academy of Sciences |                                                      |
| 2023年 | Jeff Thompson                      | プリンストン大学 |                                                      |
| 2024年 | Michael Johnson                    | ブラックホール光子リングの部分構造及び普遍的特徴の解明と、次世代干渉計を用いた計測による検出方法の提案に対して                                                                               | ハーバード・スミソニアン天体物理学センター           |
| 2024年 | Alexandru Lupsasca                 | ブラックホール光子リングの部分構造及び普遍的特徴の解明と、次世代干渉計を用いた計測による検出方法の提案に対して                                                                               | ヴァンダービルト大学                                 |
| 2024年 | Mikhail Ivanov                     | 宇宙の大規模構造の理解と、銀河サーベイ観測から基礎物理学的事項を見出す新しいツールの開発に関する貢献に対して                                                                                 | マサチューセッツ工科大学                             |
| 2024年 | Oliver Philcox                     | 宇宙の大規模構造の理解と、銀河サーベイ観測から基礎物理学的事項を見出す新しいツールの開発に関する貢献に対して                                                                                 | コロンビア大学及びサイモンズ財団                     |
| 2024年 | Marko Simonović                    | 宇宙の大規模構造の理解と、銀河サーベイ観測から基礎物理学的事項を見出す新しいツールの開発に関する貢献に対して                                                                                 |                                                      |
| 2024年 | Laura M. Pérez                     | 原始惑星系円盤におけるダストトラップの存在提唱・発見・モデル化により、惑星形成における長年の問題を解決したことに対して                                                                       | チリ大学                                             |
| 2024年 | Paola Pinilla                      | 原始惑星系円盤におけるダストトラップの存在提唱・発見・モデル化により、惑星形成における長年の問題を解決したことに対して                                                                       | ユニヴァーシティ・カレッジ・ロンドン                 |
| 2024年 | Nienke van der Marel               | 原始惑星系円盤におけるダストトラップの存在提唱・発見・モデル化により、惑星形成における長年の問題を解決したことに対して                                                                       | ライデン天文台                                       |
| 2024年 | Til Birnstiel                      | 原始惑星系円盤におけるダストトラップの存在提唱・発見・モデル化により、惑星形成における長年の問題を解決したことに対して                                                                       | ミュンヘン大学                                       |
| 2025年 | Sebastiaan Haffert                 | | ライデン大学                                         |
| 2025年 | Rebecca Jensen-Clem                | カリフォルニア大学サンタクルーズ校 |                                                      |
| 2025年 | Maaike van Kooten                  | カナダ国立研究機構 |                                                      |
| 2025年 | Waseem Bakr                        | | プリンストン大学                                     |
| 2025年 | Jeongwan Haah                      | | スタンフォード大学                                   |

## Physics Frontiers Prize
- 2013年
  - アレクサンドル・ポリャコフ
  - Laurens Molenkamp、張首晟
  - チャールズ・L・ケーン
  - ジョセフ・ポルチンスキー
- 2014年
  - カムラン・ヴァッファ、アンドリュー・ストロミンガー
  - ジョン・シュワルツ、マイケル・グリーン
  - ジョセフ・ポルチンスキー